# Петров, Георгий Николаевич (дирижёр)
Гео́ргий Никола́евич Петро́в (28 августа 1888, Москва — 17 июля 1960, Минск) ― советский белорусский пианист, хормейстер, дирижёр, педагог, Заслуженный артист Казахской ССР (1942), Заслуженный деятель искусств Белорусской ССР (1949).

## Биография
Родился 28 августа 1888 года в Москве, Российская империя.
В 1910 году окончил Московскую консерваторию (класс педагога К. Н. Игумнов), после этого вёл концертную и педагогическую деятельность. В 1920 году был назначен начальником агитационным поездом имени Анатолия Луначарского.
В 1923 году начал работать концертмейстером хора при Центральном рабочем клубе в городе Гомель (Белорусская ССР). С 1927 года преподавал в Минском музыкальном техникуме (ныне — Минский государственный музыкальный колледж имени М. И. Глинки).
В 1930 году Петров стал одним из организаторов и преподавателей Белорусской студии оперы и балета, затем работал в этой студии до 1933 года. С 1932 года учил молодых музыкантов в Белорусской государственной консерватории.
Начиная с 1933 года и до 1960 года (с перерывами) служил главным хормейстером и дирижёром Государственного театра оперы и балета Беларуси. Здесь Петров поставил балеты «Красный мак» Рейнгольда Глиэра (1933), «Коппелия» Лео Делиба (1935), «Дон Кихот» Людвига Минкуса (1946), «Раймонда» Александра Глазунова (1947) и др.
С 1937 по 1945 год служил главным хормейстером и дирижёром Музыкального театра имени Абая в городе Алма-Ата (Казахская ССР).
За большой вклад в развитие музыкального искусства Георгий Петров был удостоен почётных званий «Заслуженный артист Казахской ССР» в 1942 и «Заслуженный деятель искусств Белорусской ССР» в 1949 году.
В консерватории и театре Георгий Петров учил молодых пианистов работать с оперными певцами и оркестрантами, помогал им получить навыки игры под руководством дирижёра. Преподавательскую и концертмейстерскую деятельность он совмещал с сольными концертными выступлениями.
Умер 17 июля 1960 года в Минске.